# إدي إيمرسون
إدي إيمرسون (بالإنجليزية: Eddie Emerson)‏ هو لاعب كرة القدم الكندية أمريكي، ولد في 11 مارس 1892 في كورديل في الولايات المتحدة، وتوفي في 27 يناير 1970 في أوتاوا في كندا.